# Hussain al-Shahristani
Hussain al-Shahristani (Karbala, augustus 1942) is een Iraaks atoomgeleerde en minister voor olie en energie.

## Levensloop
Shahristani studeerde chemische technologie aan het Imperial College London en slaagde hier in 1965 met een bachelorgraad. Hij vervolgde zijn studie aan de universiteit van Toronto, waar hij in 1967 zijn mastergraad behaalde en in 1970 zijn doctoraat.
In 1973 werd hij lector aan de universiteit van Mosoel en het jaar erop assistent-hoogleraar aan de universiteit van Bagdad. Tussen 1975 en 1977 stond hij op deze universiteit aan het hoofd van de radio-isotope productie en daarop volgend tot 1979 van de nucleaire chemie.
In 1979 werd hij gevangengezet in de Abu Ghraib-gevangenis vanwege zijn oppositie tegen de onderdrukking van sjiieten in het land. Hij bleef vervolgens elf jaar vastzitten, omdat hij weigerde te werken aan een nucleair wapen voor Saddam Hoessein. Tijdens zijn gevangenschap werd hij ernstig gemarteld. In 1991 wist hij te vluchten en woonde hij vervolgens twaalf jaar lang in ballingschap in Canada en Londen.
Van 1998 tot 2002 was hij adviseur voor het International Technical Research Centre in Londen. In 2003 keerde hij terug naar Irak en kwam hij aan het hoofd te staan van de nationale academie van wetenschappen. Tussen 2002 en 2004 keerde hij nog wel af en toe terug naar Engeland om te dienen als gastdocent aan de universiteit van Surrey. In 2004 werd hij benoemd tot hoogleraar aan de universiteit van Bagdad.
In 2005 werd hij de eerste vicevoorzitter van het Iraaks parlement en van 2006 tot 2010 was hij minister van olie. Tijdens zijn ministerschap stond hij voor de taak een ommekeer te brengen in de geheel vervallen olie-industrie, waarbij het olieland inmiddels voor 50% van zijn olieverbruik afhankelijk was geworden van importen. In deze hoedanigheid leidde hij de Iraakse delegatie van de 114e conferentie van de OPEC. In 2010 werd hij minister voor energie.
In 2012 werd hij onderscheiden met de Four Freedoms Award voor vrijwaring van vrees voor zijn betrokkenheid op het gebied van de democratische waarden en de hervorming van Irak. Naar deze toekenning werden vragen gesteld in de Tweede Kamer, omdat Al-Shahristani in verband werd gebracht met verscheidene corruptiezaken tijdens zijn ministerschap van 2006 tot 2010.